# Tom Constanten
Tom Constanten (né le 19 mars 1944 à Long Branch, New Jersey) est un joueur de claviers connu pour avoir joué dans le Grateful Dead  de 1968-1970.
Il a étudié la musique à l'Université de Berkeley en  Californie, où il a rencontré Phil Lesh. Ils étudient avec Luciano Berio, le compositeur moderniste italien, et tous les deux ont été influencés par Mahler. En 1967, Constanten vient en Europe étudier avec Karlheinz Stockhausen et Pierre Boulez. 
Bien que n'étant pas membre de Grateful Dead, Tom Constanten a joué du piano sur l'album Anthem of the Sun. Il rejoint officiellement le groupe en novembre 1968, en complément de  l'organiste Ron McKernan. Il a également joué sur les disques Aoxomoxoa en 1969 et Live/Dead, puis quitte le groupe à la fin du mois de janvier 1970.
Avec la mort de Vince Welnick en 2006, Tom Constanten est le dernier des cinq claviers de l'histoire du Grateful Dead (excepté le membre officieux Bruce Hornsby) encore vivant.
Depuis 2006, Constanten joue des claviers avec Jefferson Starship. Il réside actuellement à Charlotte en Caroline du Nord.

## Sources
- McNally, Dennis. A Long Strange Trip: The Inside History of the Grateful Dead. New York: Broadway Books, 2002.  (ISBN 0-7679-1186-5)